# سوسة الجزر
سوسة الجزر هو نوع من الخنافس ينتمي إلى فصيلة سوسية حقيقية.

## الموطن
تأتي هذه الفصيلة من قارة أوروبا وتنتشر فيها.

## الوصف
يمكن أن يصل طول جسمها إلى حوالي (11-13) ملم (0.43-0.51 بوصة). كما أن هذه السوسة الصغيرة غير الشائعة إلى حد ما، تكاد تكون سوداء تماما ولامعة. كما أنّ أجسامها ذات مظهر خشن يشبه ثقوبًا صغيرة بإبرة. الحافة القاعدية لجسمها مبطنة بقشور صفراء مع وجود نقطتين متقشرتين صفراوين كبيرتين على كل جانب. 

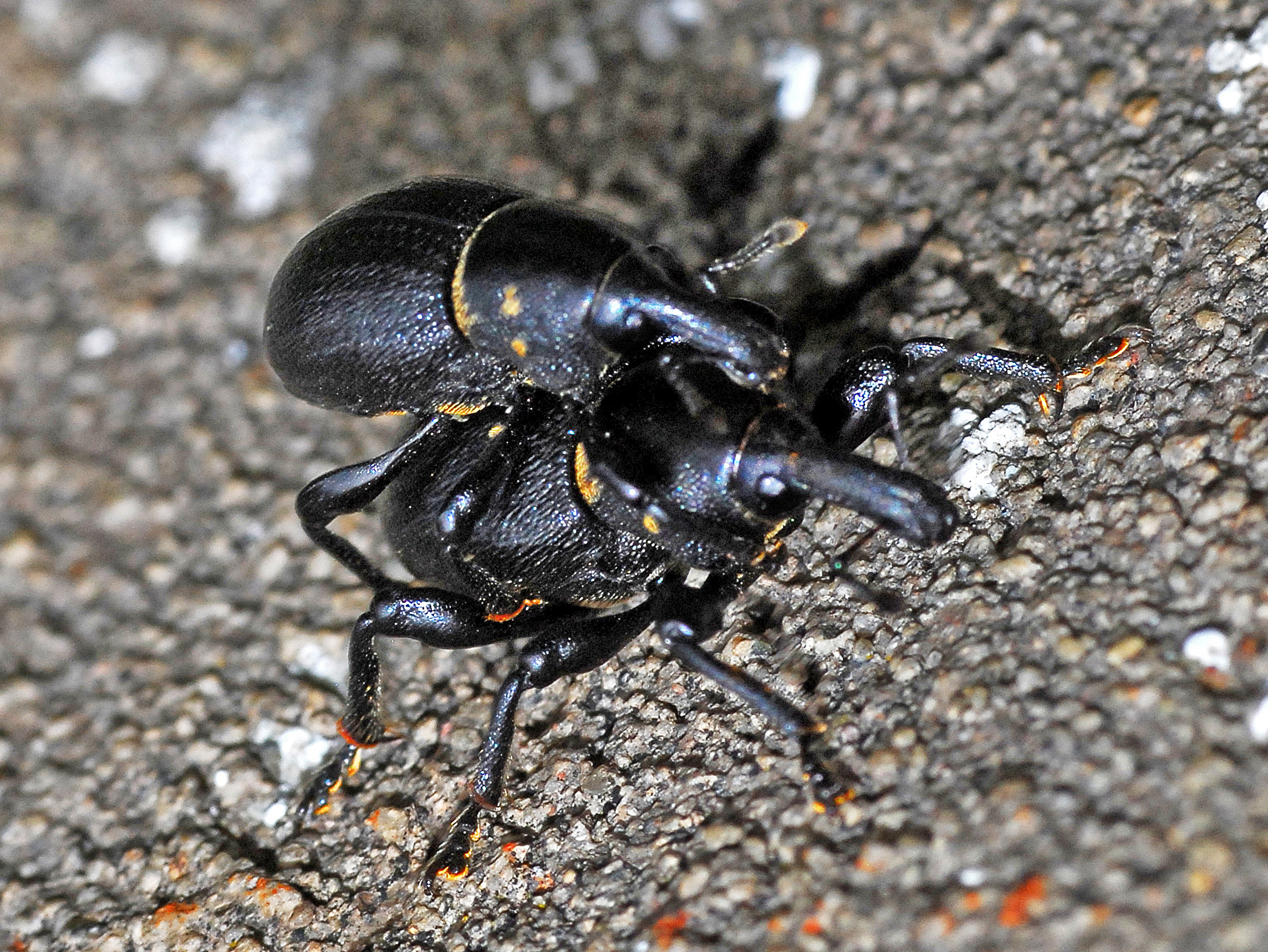
سفاد سوسة الجزر